# Фариново
Фари́ново (бел. Фары́нава) — деревня и железнодорожная станция в Полоцком районе Витебской области Белоруссии. В составе и административный центр Фариновского сельсовета. Население — 2378 жителей (2019).

## География
Расположена в 12 км на юго-запад от Полоцка, в 120 км от Витебска на автодороге Р45 (Полоцк — Глубокое — граница Литвы).

Железнодорожная станция на линии Полоцк—Крулевщизна—Молодечно.
- Жд станция, 1907 год
- Жд станция. 1907 год

## Транспорт
Фариново имеет хорошее автобусное и железнодорожное сообщение с Полоцком и Новополоцком. Пригородные автобусы следуют в указанных направлениях до 20 раз в сутки. Через населенный пункт проходят междугородние автобусные маршруты на Поставы и Глубокое. Ежедневно отправляется 4 пары дизель-поездов сообщением Полоцк — Крулевщизна, Полоцк — Поставы и Полоцк — Молодечно, пассажирский поезд сообщением Витебск — Минск.

## Планировка
32 многоквартирных жилых дома типовой застройки 1960—1980-х гг.

## Население

### Численность
- 2019 год — 2378 жителей

### Динамика
- 2019 год — 2378 жителей (перепись населения)

## Инфраструктура
- Дом культуры
- Средняя школа
- Ясли-сад
- Амбулатория
- Аптека
- Отделение связи
- Банк

## Экономика
- Дорожно-строительная механизированная колонна
- Цех по производству панельных блоков
- Автоколонна
- Лесхоз
- Новополоцкий завод технологических металлоконструкций

## Культура
- Дом культуры
- Музей ГУО "Фариновская средняя школа Полоцкого района"

## Достопримечательность
- Свято-Тихвинская православная церковь
- Костёл Святого Духа
- Церковь

## Галерея
- Дом культуры
- Башня
- Здание
- Здание
- Свято-Тихвинская православная церковь
- Дом молитвы
- Парафiя Святого Духа